# Каліка (співець)
Каліки перехожі — старовинна назва прочан, які співали духовні вірші і билини.

Ряд дослідників вважає, що «каліки» походить від слова «каліґе» (лат. caligae — «чоботи») — підв'язні сандалі, в які взувалися паломники, що вирушали в Єрусалим.